# Marx Röist
Marx Röist (1454-1524) fue un miembro de la élite política de Zúrich, y segundo comandante de la Guardia Suiza Pontificia.
Era hijo del rico patricio y concejal de la ciudad, Heinrich Röist. Sirvió como corregidor (Schultheiß) desde 1476 y representó a la asociación patricia Konstaffel en el ayuntamiento a partir de 1489. Sirvió como tesorero de la ciudad y alcaide del barrio de Altstetten desde 1493. Fue alcalde de Zúrich de 1505 en adelante. Su influencia política era considerable, participando en la mayor parte de las dietas de la Antigua Confederación Suiza entre 1500 y 1520. Encabezó las delegaciones suizas ante Luis XII de Francia en 1499 y el Papa Julio II en 1512. Fue nombrado Caballero después de la batalla de Morat en 1476 y sirvió como oficial hasta su derrota en Marignano en 1515.
Fue Comandante nominal de la Guardia Suiza desde 1517 hasta su muerte, pero en la práctica fue sustituido por su hijo Caspar Röist en 1518. Durante la Reforma en Zúrich, estuvo de acuerdo con muchas propuestas de Ulrico Zuinglio a excepción de la iconoclasia, oponiéndose vehemente de la eliminación de las imágenes religiosas en las iglesias. Murió antes de que se intensificara el conflicto con Zuinglio. El mismo día de su muerte, el ayuntamiento decretó la eliminación de imágenes de santos el 15 de junio de 1524.